# Saint-Étienne-de-Lisse

Saint-Étienne-de-Lisse este o comună în departamentul Gironde din sud-vestul Franței. În 2009 avea o populație de 282 de locuitori.

## Evoluția populației
| An        | 1975 | 1982 | 1990 | 1999 | 2006 | 2009 |
| --------- | ---- | ---- | ---- | ---- | ---- | ---- |
| Populație | 465  | 421  | 387  | 355  | 298  | 282  |